# Combined Statistical Area
Combined Statistical Area är ett statistikmått i USA. När vissa kriterier uppfylls kan två eller flera Metropolitan statistical areas (MSAs) slås ihop i den statistiska redovisningen, för att ge ett mått på det totala invånarantalet i en tättbefolkad region (som till exempel kan omfatta områden som tillhör olika delstater). Exempel på detta (invånarantal i april 2005) är:
- New York-Newark-Bridgeport, 21 858 830
- Los Angeles-Long Beach-Riverside, 17 516 110
- Chicago-Naperville-Michigan City, 9 608 458
- Washington-Baltimore-Norra Virginia, 7 986 615
- San Jose-San Francisco-Oakland, 7 159 693
- Philadelphia-Camden-Vineland, 5 951 797
- Dallas-Fort Worth, 5 899 336
- Boston-Worcester-Manchester, 5 809 111
- Detroit-Warren-Flint, 5 428 855
- Miami-Fort Lauderdale-Miami Beach, 5 361 723